# Combat de Joybar
Guerre d'Afghanistan
Le combat de Joybar se déroule pendant la guerre d'Afghanistan.

## Déroulement
Le matin du 13 juillet 2011, un détachement militaire français se rend au village de Joybar, au nord de Tagab, où une choura doit être organisée avec des notables afghans. La réunion commence vers 8 heures 30, une quarantaine de chefs de villages, les Maleks, sont présents, l'objectif des Français est de faire le point sur le développement de la police locale et sur les actions de développement économique. Le village est alors sécurisé par des soldats français du GTIA Kapisa. Des éléments américains de l'équipe provinciale de reconstruction, sont également présents.  
Les soldats français se divisent en quatre groupes, le premier est à proximité immédiate de la choura, les trois autres sont postés au nord, au sud et à l'est. Mais vers 11 heures, alors que la choura se termine, les soldats français du poste est, situés dans un bâtiment de la police afghane locale, sont attaqués par un kamikaze. Cinq soldats français sont tués dans l'explosion, quatre autres sont blessés, dont un grièvement, ainsi que quatre civils, dont un interprètes et une adolescente. L'attentat-suicide est suivi d'une attaque de groupes taliban embusqués avec des armes légères et des lance-roquettes antichar à 150 mètres du poste de police. Les assaillants engagent une fusillade qui dure vingt minutes,. 
Les forces de la Coalition engagent alors des renforts. Les Français envoient deux sections du GTIA Raptor, ainsi qu'une patrouille d'hélicoptères Tigre et Gazelle. Les Américains se positionnent avec leurs véhicules sur la route d'où ils appuient la contre-attaque. Un avion F-16 est également engagé.  Dépassés par ces forces, les talibans décrochent.
Vers 11 heures 45, les blessés civils et militaires sont évacués vers la base de Tagab et de là ils sont envoyés aux hôpitaux militaires français et américains de Kaboul et Begrâm. Cependant, l'interprète meurt de ses blessures à l'hôpital militaire français de Kaboul.
Le jour même de l'attaque, les talibans revendiquent l'attentat en envoyant un sms à l'AFP.
Les cinq soldats français tués lors de l'attentat-suicide sont : le lieutenant Thomas Gauvin et l'adjudant Laurent Marsol, du 1er régiment de chasseurs parachutistes, les adjudants Emmanuel Techer et Jean-Marc Guéniat, du 17e régiment du génie parachutiste et le caporal-chef Sébastien Vermeille, du Service d'informations et de relations publiques des armées.